# Humlan Djojj

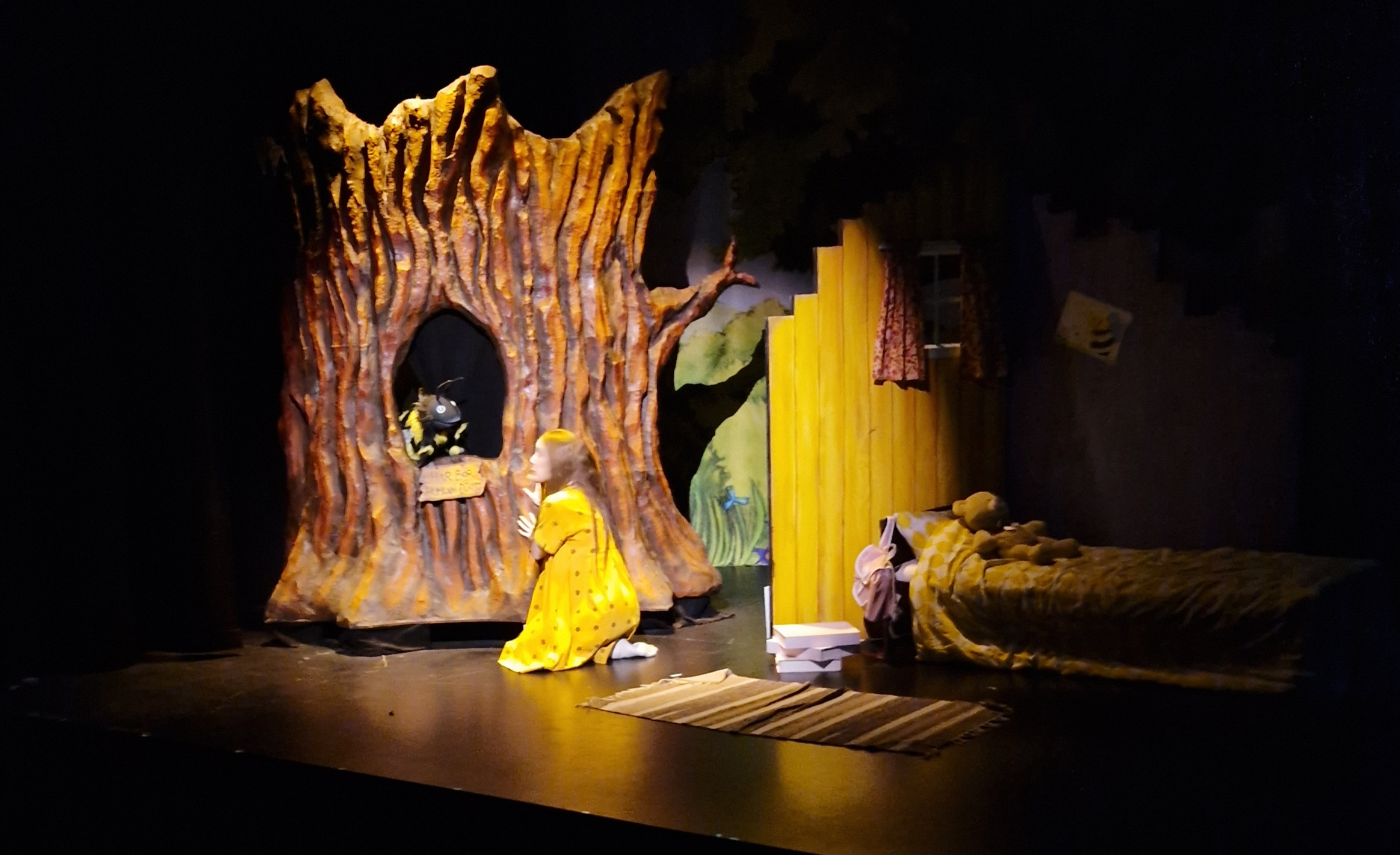
Djojj die Hummel und Funny während eines Auftritts bei Funnys Äventyr in Malmö.(2025)

Humlan Djojj ist eine schwedische Serie für Kleinkinder. Erfunden wurde die Figur der Hummel Djojj (ausgesprochen wie englisch „joy“) von Schauspieler und Regisseur Staffan Götestam. Neben den von ihm erzählten Geschichten, die seit 2019 bei Spotify veröffentlicht werden, erscheinen regelmäßig Kinderlieder von seiner Tochter Josefine Götestam. Die Liedersammlung Somna med Humlan Djojj gehört zu den erfolgreichsten Alben der schwedischen Musikgeschichte.

## Hintergrund
Der schwedische Schauspieler und Regisseur Staffan Götestam, auch im deutschsprachigen Raum Ende der 1970er Jahre bekannt geworden als der ältere der Brüder Löwenherz in der Astrid-Lindgren-Verfilmung, hatte 1996 ein Kindermuseum eröffnet und später Märchenhörspiele produziert. 2019 begann er, zusammen mit seiner Tochter Josefine eigene Kindergeschichten zu schreiben. Hauptfigur ist die Hummel Djojj, die mit ihren Freunden Abenteuer erlebt. Zu den anderen Figuren gehören eine Fliege, ein Käfer, ein Wurm und ein Frosch. Umwelt, Natur und Freundschaft sind wesentliche Themen in den Geschichten. Mit zunehmendem Erfolg wurde Humlan Djojj immer weiter ausgebaut. Zwei Bücher illustriert von Louise Jacobsson wurden veröffentlicht. 2022 zeichnete sie auch eine Animationsserie, zwei Jahre später folgte eine zweite Staffel. 2024 wurde eine Bühnenshow ins Leben gerufen.
Nachdem die ersten Folgen als Vorlesegeschichten veröffentlicht worden waren, schrieb Josefine Götestam zusammen mit Musiker und Produzent Adam Portnoff Godnattvisan, eine Gute-Nacht-Lied, das als Abschluss der Erzählungen gespielt wurde. Parallel zu den Geschichten erschienen weitere Lieder, gesungen von Josefine Götestam. Ende Oktober 2020 erschien eine Zusammenstellung der Lieder unter dem Titel Somna med Humlan Djojj („Einschlafen mit der Hummel Djojj“). Ein knappes Jahr später stieg sie erstmals in die schwedischen Albumcharts ein. Während sie anfangs nicht unter die Top 30 kam, stieg sie in der ersten Hälfte 2022 in die Top 20, in der zweiten Hälfte des Jahres stand sie ständig unter den Top 10 und gehörte zu den erfolgreichsten Alben des Jahres. Anfang 2023 kam sie erstmals auf Platz 1 der Charts. In den folgenden beiden Jahren blieb sie dauerhaft auf den Topplätzen der Charts, über 30 Wochen stand sie an der Chartspitze und war das meistgehörte Album des Landes. Erfolgreichstes Lied ist Djurens vaggvisa von 2020, das es mit über 200.000 Abrufen pro Monat in die Top 10 der Singlecharts schaffte und sich über mehrere Jahre in den Top 100 hielt.

## Veröffentlichungen
Geschichten von Staffan Götestam
- Godnatt Djojj! (2019)
- Humlan Djojj och Doktor Åkersork (2019)
- Djojj börjar i skolan (2019)
- När Djojj inte kunde somna (2019)
- Djojj och önskestjärnen (2019)
- Djojj vet bäst (2020)
- Djojj lär sig simma (2020)
- Djojj och sömnmolnet (2020)
- Djojj och bokstavstjuven (2020)
- Djojj träffar Funny (2020)
- Djojj och sagokarusellen (2020)
- Djojj hoppar högst (2020)
- Djojj och den envisa baskelusken (2020)
- Djojj och den övergivna bikupan (2020)
- Djojj och koltrastens ägg (2020)
- Djojj firar jul (2020)
- Djojj och trollsländen (2021)
- Djojj och de spelande vattendropparna (2021)
- Djojj och de talande äppelblommorna (2021)
- Djojj och smutsbaggarna (2021)
- Djojj och andungen (2021)
- Djojj åker skridskor (2021)
- Djojj och nyckelpigan (2021)
- Djojj och ekorren (2021)
- Djojj och de rimmande bokstäverna (2021)
- Djojj kan visst somna (2021)
- Djojj seglar farlight (2022)
- Djojj leker cirkus (2022)
- Djojj springer snabbast (2022)
- Djojj hittar en fyrklöver (2022)
- Djojj och majelden (2022)
- Djojj och snigelns hus (2022)
- Djojj och fågelskrämman (2022)
- Djojj och marsipanerna (2022)
- Djojj och gökungen (2022)
- Djojj hoppar groda (2022)
- Djojj hjälper ett bi (2022)
- Humlan Djojjs Julkalender (24-teilig, 2022)
- Djojj och det lilla äppelträdet (2023)
- Djojj och komposthögen (2023)
- Djojj räddar blomsterängen (2023)
- Djojj, sömnmolnet och isbjörnarna (2023)
- Djojj och snögubbens näsa (2023)
- Djojj fyller år (2024)
- Djojj lär sig cykla (2024)
- Djojj och regnmakaren (2024)
- Djojj och de tomma kastanjeskalen (2024)
- Djojj och Bosse Barkborre (2024)

Musikalben mit Josefine Götestam
- Somna med Humlan Djojj (30. Oktober 2020)
- Instrumentala vaggvisor med Humlan Djojj (Instrumental, 2. Dezember 2022)
- Djojj räddar blomsterängen (Låtar från musikalen) (verschiedene Interpreten, 2023)
- Djojjs bästa jullåtar (2023)
- Sov med Humlan Djojj (2024)
- Upp och hoppa med Djojj (verschiedene Interpreten, 2024)

Lieder mit Josefine Götestam
- Godnattvisan (2019)
- Jag stannar här (2019)
- Drömmarnas land (2019)
- Jag kan inte sova (2019)
- Somna (2020)
- Min nalle (2020)
- Frågor i natten (2020)
- Ett lyckligt slut (2020)
- En ny dag (2020)
- Humlan sover (2020)
- Djurens vaggvisa (2020)
- Liten på jorden (2021)
- Flyg med Djojj (2021)
- Stjärnorna (2021)
- Hör ni vem som kommer (2021)
- Hör du vinden (2021)
- Drömmer du om mig? (2021)
- Var rädd om solen (2021)
- Nyckelspigans visa (2021)
- Humlejul (2021)
- God jul (2021)
- Djurens jul (2021)
- Nu säger vi godnatt (2021)
- Månen (2022)
- När solen gått ner (2022)
- Vissa dagar (2022)
- Vågar sova (2022)
- Humlehum (2022)
- Kommer du ihåg? (2022)
- Bada-låten (2022)
- Lillebror (2022)
- Innan vi sagt godnatt (2022)
- Vila med mig (2022)
- Halsduk (2022)
- Snöfrövisan (2022)
- Snögubelåten (2022)
- Vintergatan (2022)
- Sömnmolnet (2023)
- Födelsedagslåten (2023)
- Humledans (2023)
- Trampa (2023)
- Gatan av guld (2023)
- Precis som du är (2023)
- God morgon (2024)
- Humlorna har vaknat (2024)
- Upp och hoppa (2024)
- En dröm (2024)